# 伊比利亞狼

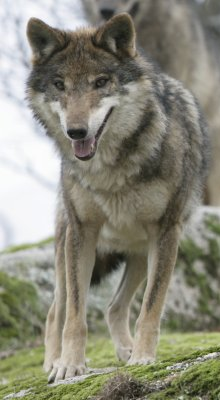
鼻子上的白色條紋和前腿上的黑色標記是這個亞種的明顯標誌

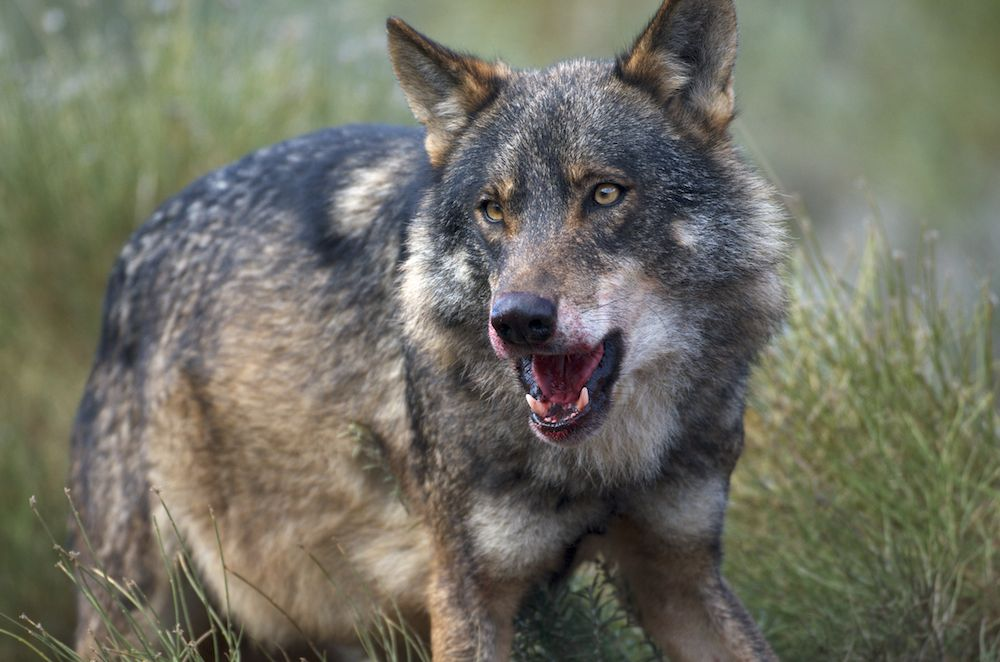

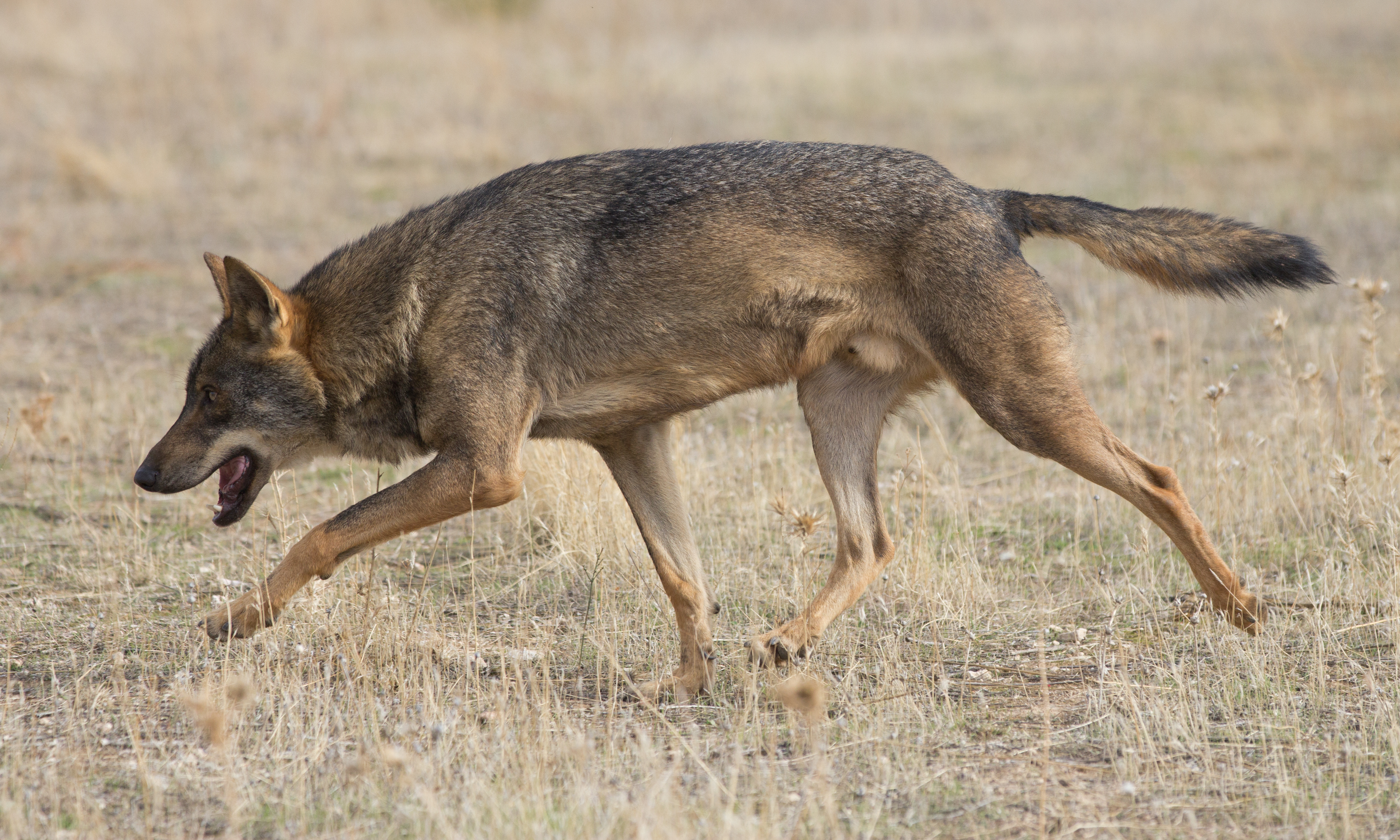
夏季皮毛的伊比利亞狼

伊比利亞狼（學名：Canis lupus signatus），也稱為西班牙狼，是狼的一個提議中的亞種，棲息於伊比利半島西北部，包括葡萄牙北部和西班牙西北部。這群為數約2,200－2,700的狼構成了西歐最大的狼種群，並且已經與其他狼群隔離了一個多世紀。
基於控制數量的目的，伊比利亞狼是目前西歐唯一允許合法獵殺的狼種，但每年僅在斗羅河以北的西班牙地區，發出少量的狩獵許可證。由於數量稀少和天生的警覺性，狩獵伊比利亞狼非常困難，許多歐洲獵人視它們為戰利品狩獵的大獎。

## 特徵
伊比利亞狼與常見的歐亞狼不同，它的體型略小，上唇上方有白色痕跡，尾巴上有深色痕跡，前腿上有一對深色痕跡，這些特徵使它的亞種名稱為"signatus"。由於庇里牛斯山在冰河時期形成的冰川屏障將伊比利亞半島隔絕，伊比利亞狼這個亞種可能從更新世冰河末期開始分化。
伊比利亞狼體長100－120公分，肩高60－70公分，公狼體重在30到50公斤之間，但也曾發現重達75公斤的伊比利亞狼。母狼的體型和體重略小於公狼。。

## 食性
伊比利亞狼是伊比利半島為數不多的大型食肉動物之一，作為食物鏈頂端的獵食者，它基本上以大型食草動物和其他較小尺寸的哺乳動物為食。有時它們也會吃食自然或意外死亡的動物屍體，以及人類在垃圾掩埋場丟棄的動物屍體。在某些季節，他們也吃野果等植物性食物。
根據一項針對伊比利亞狼食物所做的研究，它由以下成分組成：35%的大型哺乳動物（野豬、鹿、羊等）、綿羊24%、兔子14%、田鼠9%、腐肉7%、爬行動物與鳥類5%、昆蟲與蔬菜4%，其他食肉動物（狐狸或狗）2%。

## 外部連結
维基共享资源上的相關多媒體資源：伊比利亞狼
- Iberian wolves in Spain （页面存档备份，存于）
- Grupo Lobo （页面存档备份，存于）
- "Wild" Iberian wolf disputed as a tame wolf （页面存档备份，存于）